# Извержение Кумбре-Вьеха (2021)

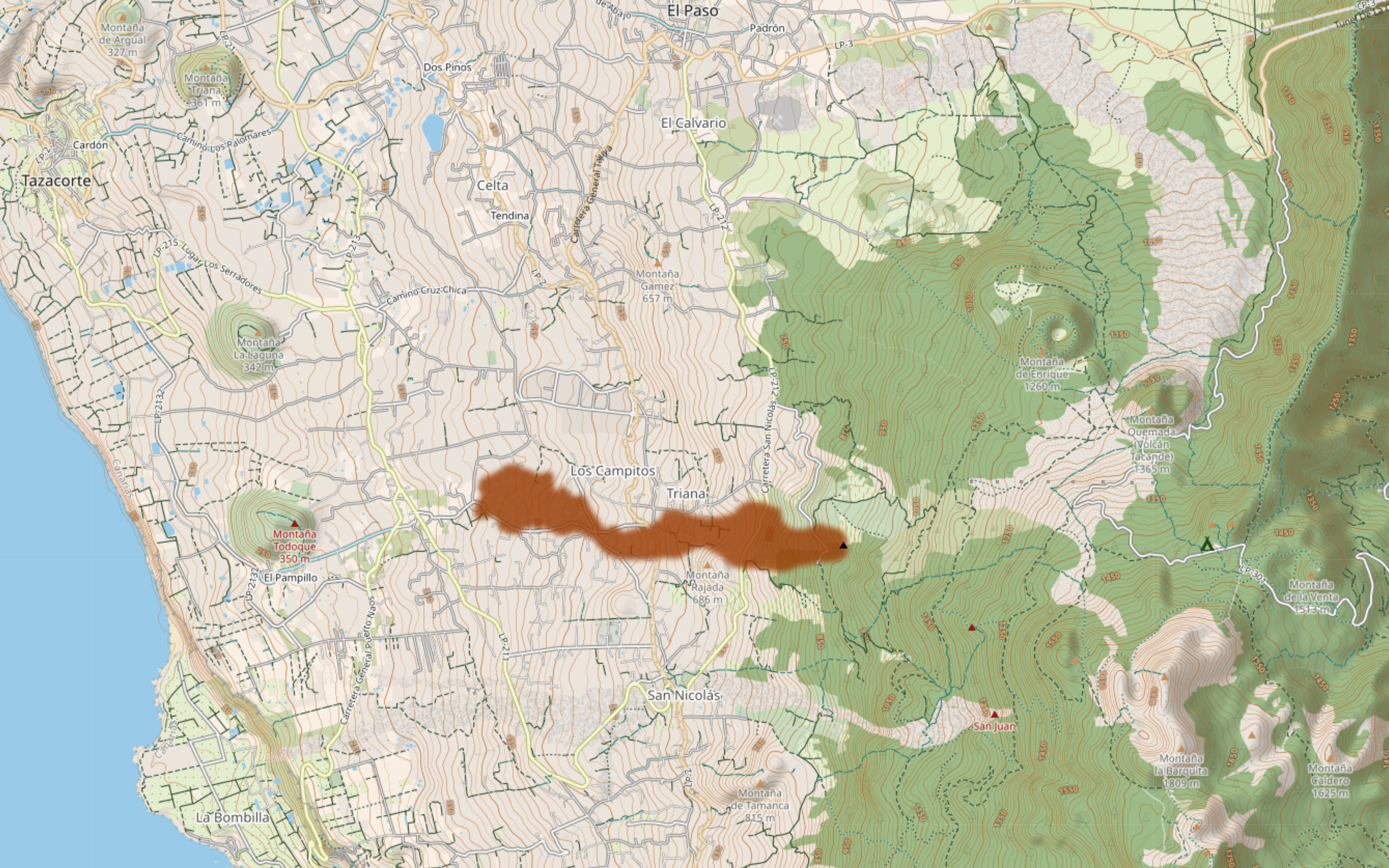
Территория острова, первоначально покрытая лавой

Извержение Кумбре-Вьеха — извержение вулкана Кумбре-Вьеха, расположенного на острове Ла Пальма (Канарские острова, Испания), длившееся 85 дней и 8 часов (с 19 сентября по 25 декабря 2021 года). Извержение стало рекордным в истории острова, побив все предыдущие рекорды по длительности, объёму пирокластического материала, газов, тефре. В результате извержения лава покрыла более 1000 гектар территории, также было уничтожено более 3000 строений. Из зоны извержения вулкана было эвакуировано более 7000 человек.

## Предыстория
Ла Пальма — вулканический остров, на котором расположена 25 километровая вулканическая гряда Кумбре-Вьеха, не раз извергавшаяся в прошлом (в 1470, 1585, 1646, 1677, 1712, 1949 и 1971 годах).
Последнее извержение Тенегии, произошедшее в 1971 году, унесло жизнь фотографа, подошедшего слишком близко к лаве и задохнувшегося от паров.
До извержения Кумбре-Вьеха в 2021 году в Испании в 2011—2012 годах произошло извержение вулкана Тагоро.
А прошлым рекордсменом по длительности было извержение вулкана Таджуя (84 дня) в 1585 году.

## Ход событий

### Извержение
С 9 сентября 2021 года на острове начали фиксировать сейсмическую активность. К моменту начала извержения произошло до 25 000 подземных толчков за несколько дней до начала извержения, сильнейший из которых был магнитудой 4,2.
19 сентября 2021 года в 15:13 по местному времени на вулканической гряде Кумбре-Вьеха, в муниципалитете Эль-Пасо началось извержение. Потоки лавы высотой до 15 метров начали движение к берегу со скоростью от 200 до 700 метров в час. Лава дошла до океана в районе скал на побережье Тасакорте и образовала в океане полуостров из застывшей лавы площадью более 20 гектар к 30 сентября 2021 года.
1 октября после серии землетрясений магнитудой до 3.5 открылись два новых устья на северо-западной стороне конуса и на расстоянии около 600 метров от кратера за пределами основного конуса, лава из которых объединилась с первичным потоком. Увеличение взрывной активности (2 и 3 балла из максимальных 8) привело к структурному разрушению части конуса вулкана, объединению центров выброса лавы и значительному увеличению потока магмы.  9 октября произошёл новый обвал конуса на северной стороне вулкана, что привело к выбросу новых потоков в различных направлениях, после чего открылись еще два устья на юго-восточном склоне вулкана.
19 ноября произошло самое сильное землетрясение магнитудой 5.1 в районе населенного пункта Вилья-де-Масо, очаг залегал на глубине 36 км. 22 ноября лава образовала новую дельту в океане недалеко от порта Тасакорте. А 28 ноября на северо-восточном склоне главного конуса открылся новый источник лавово-пирокластического выброса, из-за чего выбросы диоксида серы резко возрасли до 50 000 тонн в сутки.
13 декабря 2021 года активное извержение вулкана прекратилось, за это время высота, достигнутая главным конусом вулкана, составила 188 метров. Активность вулкана перешла во фреатическую стадию на один день, а затем в течение нескольких дней продолжалась фумарольная активность. И 25 декабря научные комитеты официально объявили о завершении извержения.
В начале января 2022 года с помощью тепловизора испанские вулканологи зафиксировали температуру в 963 °C внутри одного из жерл вулкана. Температура же основного лавового поля почти достигла температуры 50 °C.

### Обеспечение безопасности
19 сентября в больницах острова прекратили выполнение несрочных операций для обеспечения экстренной помощи пострадавшим, но уже 20 сентября больницы вернулись в обычный режим работы. 20 сентября были приостановлены занятия в школах в муниципалитетах Эль-Пасо, Лос-Льянос-де-Аридане и Тасакорте.
С 21 сентября велась эвакуация жителей населенных пунктов по мере движения лавы и возникновении опасности для населения. Всего за время извержения вулкана было эвакуировано около 5 500 человек из городов Тодоке, Тахуйя, Таканде-де-Арриба, Таканде-де-Абахо, Эль-Пасо, Лос-Льянос-де-Аридане и других. Только 9 декабря было разрешено возвращение людей в эвакуированную зону в связи со спадом вулканической активности.
На время извержения вулкана было запрещено судоходство в районе, близком к вулкану. Также правительство призвало авиакомпании воздержаться от полётов в аэропорты островов Ла Пальма, Гомера и Йерро, позднее аэропорт на острове Ла Пальма был закрыт в связи с загрязнением воздуха вулканическим пеплом.
Для 3 тысяч жителей, городов и деревень, расположенных близко от морского берега, был введён карантин, ограничивающий нахождение на улице и обязывающий носить маски. Причиной стали опасные для здоровья газы, возникающие от соприкосновения лавы с морем.

## Последствия
Потоки лавы, выброшенные во время извержения, увеличили поверхность острова Ла Пальма на 48 гектаров.

За время извержения лава накрыла свыше 1241,1 гектара острова Ла Пальма, уничтожила 2988 построек, 92,1 км дорог. Помимо зданий, полностью смытых потоком лавы, другие были почти полностью погребены под отложениями пепла, которые в некоторых районах достигли высоты почти 20 метров. Уничтожены банановые плантации, ущерб от их уничтожения был оценен в €100 млн.

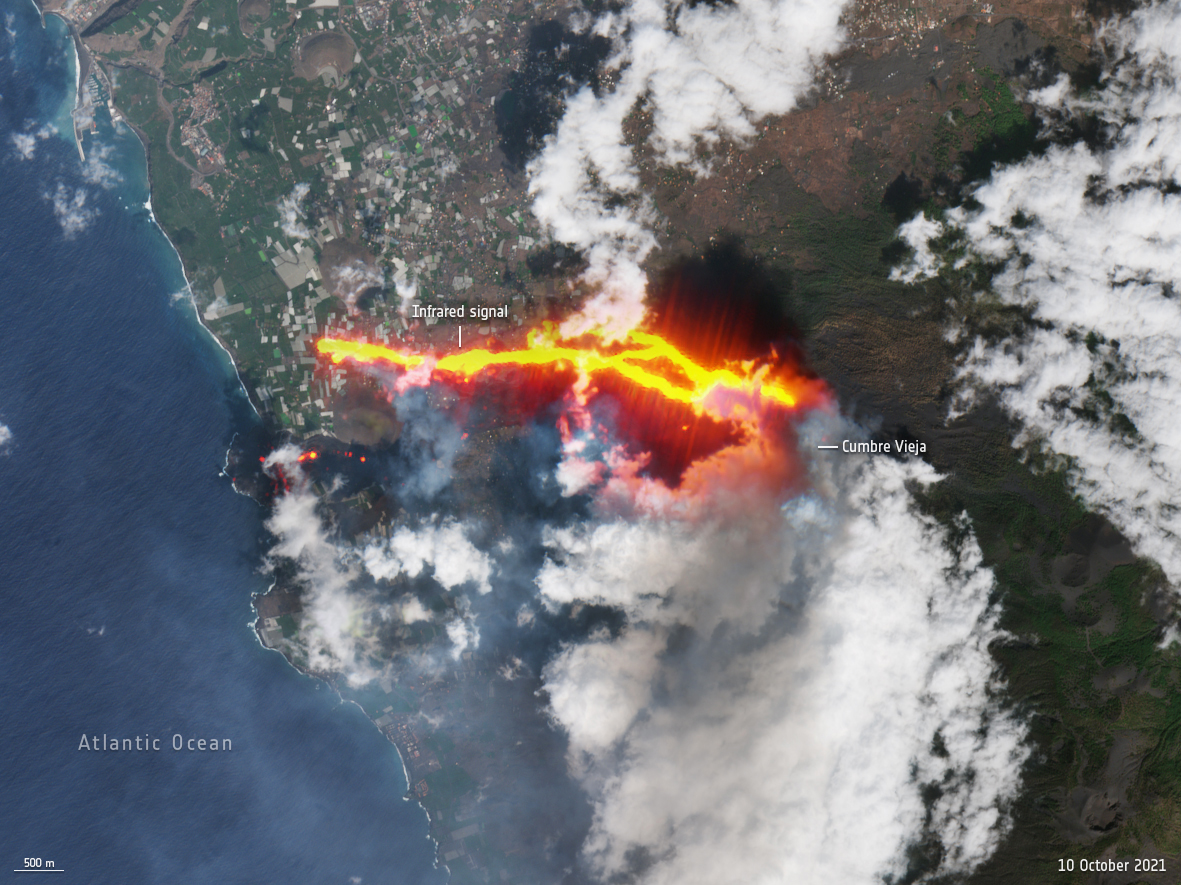
Районы, пострадавшие от лавы на спутниковом снимке (10 октября)

По оценкам вулканологов, вулкан во врем этого извержения выливал базанит с одной из самых низких вязкостей для исторических извержений на Земле, демонстрируя значения от 10 до 160 паскаль-секунд при температурах от 1200 до 1150 градусов Цельсия. Такая низкая вязкость магмы породила эпизодическое турбулентное течение лавы, что позволило ей продвигаться гораздо быстрее по территории острова (10-20 метров в секунду).
Во время извержения удалось избежать человеческих жертв, но была зафиксирована смерть 72-летнего мужчины, который погиб при обрушении крыши собственного дома, когда он очищал ее от пепла.
Правительство Канарских островов оценило ущерб, причиненный извержением вулкана, в 906 миллионов евро, не считая затрат на восстановление электрической инфраструктуры и государственных учреждений.
Выделенная руководством страны помощь пострадавшим от извержения вулкана составила 225 миллионов евро на строительство жилья и дорог, и 19 млн выделено на помощь фермерским хозяйствам.